# Зулфикар
Зулфикар (арап. ذو الفقار, тур. Zülfikar или тур. dulfäqar од тур. du - власник  и тур. alfäqar - пршљен) је врста сабље, необичног облика, са две оштрице. У легендама се наводи да је сабља по вољи могла да се продужи или скрати.
По веровању, зулфикар је задобио Мухамед у Бици на Бедру (624). Он је сабљу поклонио свом зету, (хазрети) Алији, који је иза њега постао калиф. Алија је са зулфикаром показао велико јунаштво, због чега је зулфикар постао оличење јунаштва и победе.
Тако зулфикар симболично представља Алију, као хероја ислама. Зулфикар као симбол је заштитник шиита и бекташија и муслиманског ратништва. Бројне су легенде о Алији и његовом зулфикару. Зулфикар је постао симбол јунаштва у исламу. Био је омиљен код јањичара,  користили су га као обележје на њиховим заставама. Алај-барјак је имао зулфикар на средини. Јањичари су амблем зулфикара усецали и на својим телима, углавном на грудима, рукама и ногама.
Отуда и најчешћи натпис на сечивима сабљи и другој врсти хладног оружја са таушираним текстом:
Нема сабље осим Зулфикара нити јунака осим Алије.
Мушкој деци се дају властита имена по овој сабљи. У сликарству се зулфикар представља са расцепљеним врхом, као да има две оштрице. Осим тога, сабља се резбари у дрвету или се шије вез на ћилимима, са пропратним текстовима из Курана.
Од имена Зулфикар су настали хипокористици Зука и Зуко.